# Deutsch-Norwegische Handelskammer
Die Deutsch-Norwegische Handelskammer (AHK Norwegen, norwegisch Norsk-Tysk Handelskammer) gehört zum weltweiten Netzwerk deutscher Auslandshandelskammern (AHK), Delegiertenbüros und Repräsentanzen der Deutschen Wirtschaft. Auslandshandelskammern sind Institutionen der deutschen Außenwirtschaftsförderung. Der Deutsche Industrie- und Handelskammertag e. V. (DIHK) koordiniert und entwickelt das Netz der Deutschen Auslandshandelskammern. Sie werden vom Bundesministerium für Wirtschaft und Energie (BMWi) anteilig gefördert
Die Deutsch-Norwegische Handelskammer ist ein Verein mit etwa 800 Mitgliedsunternehmen. Die Organisation mit Sitz in Oslo beschäftigt etwa 30 Mitarbeiter.

## Geschichte

### Gründung und frühe Entwicklung
1981 wurde Hans-Joachim von Bülow, Generalsekretär der Eurochambres, vom Industrie- und Handelstag in Bonn nach Oslo entsandt, um zu prüfen, inwieweit die wirtschaftlichen Beziehungen zwischen Deutschland und Norwegen vertieft werden können. 1983 erfolgte die Gründung der Deutsch-Norwegischen Wirtschaftsvereinigung als Forum für exportinteressierte Unternehmen. Am 4. Juni 1986 wurde die Deutsch-Norwegische Handelskammer in Oslo gegründet. Sie startete mit fünf Mitarbeitern und verzeichnete im ersten Jahr 250 Mitglieder. Gründungssitz war das Industriens- und Exportens Hus (Indexbygget) im Drammensveien 40.
1988 übernahm die Deutsch-Norwegische Handelskammer mit der Messe Berlin eine erste Messevertretung in Norwegen. Die Messeaktivitäten wurden durch die Beteiligung an der CeBIT in Hannover (1991), der Vertretung der Messe Köln (1992–2021), der Nürnberg-Messe und der Spielwarenmesse Nürnberg (1998) sowie Repräsentanzen für die Hannover Messe (2006) und die Messe Düsseldorf (2015) ausgebaut. Im Jahr 2000 organisierte die Handelskammer erstmals einen Gemeinschaftsstand auf der maritimen Leitmesse Offshore Northern Seas (ONS) in Stavanger. Seit 2009 organisierte die Kammer zudem den deutschen Pavillon auf der Nor-Shipping in Lillestrøm bei Oslo.
1995 erwarb die Deutsch-Norwegische Handelskammer mit Unterstützung des Deutschen Industrie- und Handelskammertages (DIHK) und der Bundesregierung das frühere DDR-Botschaftsgebäude am Drammensveien 111B in Oslo zum Kaufpreis von 617 420 DM. Nach Umbauarbeiten bezog die AHK Norwegen ihren neuen Sitz am 31. Januar 1997. 2015 wurde das Nebenhaus der AHK-Villa am Drammensveien um einen von C.F. Møller Architects gezeichneten Anbau erweitert. Gleichzeitig fand die Sanierung des neoklassizistischen Haupthauses statt. Unter anderem wurde eine moderne Lüftungsanlage installiert. 2016 wurden die sanierte Villa sowie der Neubau eröffnet. Alle Angestellten der AHK Norwegen und der Deutsch-Norwegischen Handelskammer Services AS arbeiteten nun vom selben Standort aus.

### Entwicklung seit 2000
2001 gründete die Deutsch-Norwegische Handelskammer die Wirtschaftsjunioren Norwegen, die seither jungen Berufstätigen mit Interesse an den deutsch-norwegischen Wirtschaftsbeziehungen ein Netzwerk bieten. Seit 2019 nennt sich die inzwischen mehr als 90 Mitglieder zählende Gruppe AHK Oslo Young Professionals.
Im Jahr 2007 organisierte die Deutsch-Norwegische Handelskammer erstmals eine Konferenz zum Thema Energiesicherheit. Die bilaterale Veranstaltung findet seitdem jährlich als „German-Norwegian Energy Conference“, seit 2019 unter dem Namen „German-Norwegian Energy Dialogue“, in Oslo statt. 2020 wurde die Konferenz in ein digitales Format übertragen, das aus einer interaktiven Vortragsreihe zu unterschiedlichen Themenblöcken bestand. 2021 nahmen 27 Referenten und 820 Teilnehmer an der Veranstaltungsreihe teil.
2010 rief die AHK Norwegen den Deutsch-Norwegischen Wirtschaftspreis ins Leben. Die Auszeichnung wird von einer bilateralen Jury aus Wirtschaft, Politik und Medien verliehen und würdigt Unternehmen, die im jeweils anderen Land tätig sind, an innovativen Projekten arbeiten oder Teil einer deutsch-norwegischen Kooperation sind. Gewinner des Deutsch-Norwegischen Wirtschaftspreises waren Zenergy Power/SINTEF (2010), Vetro Solar (2011), RWE DEA (2012), 3EnergyServicegroup (2013), Stadler Anlagenbau GmbH (2014), Yara International AS (2015), Fraunhofer Institute for Production Technology IPT und SINTEF Raufoss Manufacturing (2017).
Im Jahr 2012 ging die AHK Norwegen eine Kooperation mit der Deutschen Zentrale für Tourismus (DZT) ein, sie organisierte die Veranstaltung „Tyske Dager“ im Zentrum Oslos. Die Kooperation hat weiter Bestand, die Marketing- & Vertriebsagentur Norwegen der DZT wird durch die AHK Norwegen betreut.
2014 wurde die Servicemarke DEinternational AS in Deutsch-Norwegische Handelskammer Services AS umbenannt.
In den Jahren 2020 und 2021 gründete die AHK Norwegen verschiedene Arbeitsgruppen, die sich spezifisch mit einzelnen Branchen auseinandersetzen. Die Arbeitsgruppen setzen sich aus Experten der deutschen und norwegischen Wirtschaft zusammen. Sie sollen Möglichkeiten für die deutsch-norwegische Zusammenarbeit ermitteln und definieren, mit dem Ziel Geschäftsmöglichkeiten für deutsche und norwegische Branchenakteure zu verbessern und Netzwerke zu stärken. Arbeitsgruppen: Deutsch-Norwegische Arbeitsgruppe für Meerestechnologie, Deutsch-Norwegische Arbeitsgruppe für Wasserstoff – Organisationen, Deutsch-Norwegische Arbeitsgruppe für Wasserstoff – Unternehmen, Deutsch-Norwegische Arbeitsgruppe für Forschung und Entwicklung.

## Organisation und Struktur

### Ehrenpräsidenten, Präsidenten und Geschäftsführer
Ehrenpräsidenten
- Hans Lødrup
- Rolf Askvig Engelhardtsen

Präsidenten
- seit 2020: Ulrike Haugen (DNV)
- 2013–2020: Anne Marit Panengstuen (Siemens Norge AS)
- 2010–2013: Wolfgang Dubois (Bosch Rexroth)
- 2007–2010: Rolf Askvig Engelhardtsen (Lyche AS)
- 1988–2007: Hans Lødrup (Tandberg AS, Siemens Norge)
- 1986–1988: Tore Steen (Bertel O. Steen AS)

Geschäftsführer
- seit 2019: Michael Kern
- 2008–2019: Norbert Pestka
- 2003–2008: Oliver Jörk
- 1999–2003: Heinrich Lieser
- 1991–1999: Ernst-Otto Gelfert
- 1986–1991: Karlgerd Quink

### AHK-Villa in Oslo

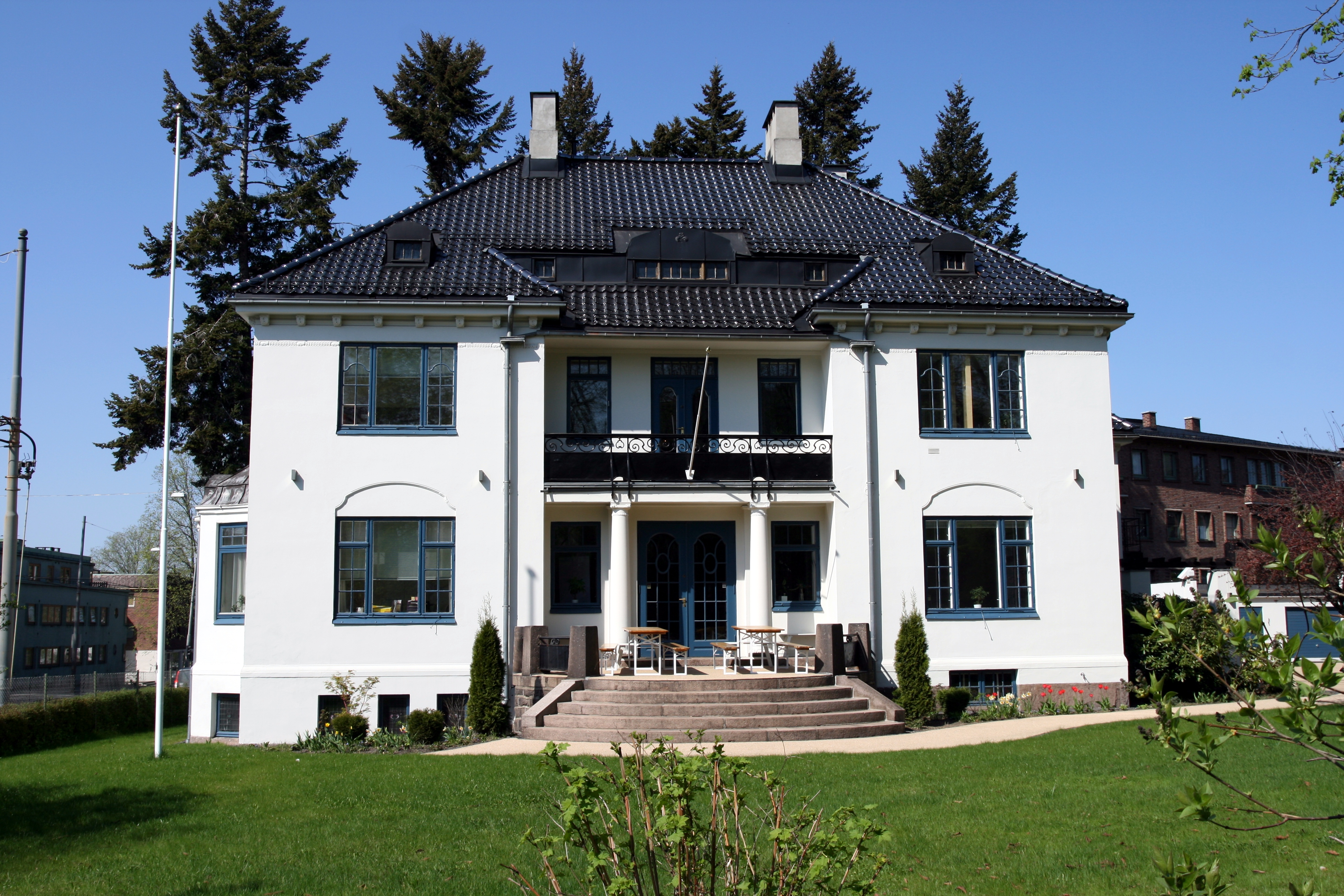
Ehemalige DDR-Botschaft und heutiger Sitz der Deutsch-Norwegischen Handelskammer in Oslo.

Die Backsteinvilla, wie sie noch heute am Drammensveien 111B steht, wurde 1912 als Repräsentanz für den Reeder Thomas Fearnley jr. errichtet. Sie wurde vom Architekten Thorvald Astrup als neoklassizistische Villa mit Elementen des Jugendstils entworfen. Thomas Fearnley jr. war eine wichtige Persönlichkeit in der Entwicklung der norwegischen Schifffahrtsindustrie, er trug unter anderem zum Zustandekommen der Tonnageabkommen zwischen Norwegen und Großbritannien während des Ersten Weltkriegs bei. Darüber hinaus bekleidete Fearnley unzählige Ämter in verschiedenen Organisationen und Unternehmen.
In den 1930er-Jahren bewohnte die Familie des späteren Generalkonsuls und Unternehmers Alf Richard Bjercke die Villa. Auch Bjercke hatte viele Positionen in der norwegischen Wirtschaft und Gesellschaft inne, so war er unter anderem Leiter des norwegischen Leichtathletikverbandes.
1941 wurde die Villa vom Deutschen Reich beschlagnahmt und zu einem Marine-Hauptquartier umgewandelt. Nach dem Krieg kehrte Bjercke in das Haus zurück, welches er 1967 an die DDR-Handelsdelegation verkaufte. Sechs Jahre später, am 18. Januar 1973, wurde das Gebäude mit dem danebenstehenden Pförtnerhaus als Botschaft der Deutschen Demokratischen Republik in Norwegen offiziell eingeweiht. Gleichzeitig eröffnete Norwegen eine Botschaft in der DDR.
Mit dem Fall der Mauer und der Auflösung der DDR wurde die Botschaft 1989 geschlossen. Das Anwesen ging in das Eigentum der Bundesrepublik Deutschland über und stand über mehrere Jahre leer. Dank einer Kooperation der Deutschen Botschaft in Oslo und des Auswärtigen Amtes gelang es der Deutsch-Norwegischen Handelskammer, die Immobilie im Jahr 1995 zu erwerben. Nach der durch großzügige Spenden von Mitgliedern ermöglichten Renovierung wurde die Villa am Drammensveien 111B in Oslo am 31. Januar 1997 als Deutsch-Norwegische Handelskammer eingeweiht. 2015 wurde das Ensemble aus Haupt- und Nebengebäude von Grund auf renoviert und um einen von C.F. Møller Architects gezeichneten Anbau erweitert.

## Dienstleistungen und Funktionen
Die Aufgabe der Organisation ist es, die Handels- und Wirtschaftsbeziehungen zwischen der Bundesrepublik Deutschland und dem Königreich Norwegen in beide Richtungen zu pflegen und die Geschäftsinteressen insbesondere ihrer Mitglieder zu fördern. Zur Erreichung dieses Zwecks obliegen der Kammer unter anderem folgende Aufgaben:
- Erteilung von Auskünften, Beratungen und die Erstellung von Marktstudien und Berichten
- Vermittlung, Pflege und Weiterentwicklung von Verbindungen zwischen Unternehmen und Institutionen beider Länder
- Vertretung juristischer Personen auf dem norwegischen Markt
- Wahrnehmung von wirtschaftlichen Interessen, der an den Wirtschaftsbeziehungen Beteiligten, bei den deutschen und norwegischen Regierungsstellen, Körperschaften und Behörden
- Sammlung und Weitergabe von Informationen über die Wirtschaftssituation in Deutschland und Norwegen sowie über Stand und Entwicklung von wirtschafts- und handelspolitischen Fragen durch Publikationen und Stellungnahmen
- Durchführung von und Teilnahme an Veranstaltungen wie Sprechtagen, Symposien, Diskussionen und Pressekonferenzen
- Vermittlung bei Streitigkeiten zwischen den am bilateralen Wirtschaftsverkehr Beteiligten

Die Deutsch-Norwegische Handelskammer übt ihre Tätigkeit in enger und vertrauensvoller Zusammenarbeit mit dem DIHK sowie den für die Zusammenarbeit bedeutsamen Institutionen und Behörden beider Länder aus. Die Tätigkeit und Leistungen der AHK Norwegen sind kostendeckend, nicht auf Erzielung von Gewinnen ausgerichtet. Die Organisation enthält sich jeder parteipolitischen oder weltanschaulichen Betätigung.

## Publikationen
1986 wird die Kammerzeitschrift „Informasjon“ ins Leben gerufen. Das Heft wird 2005 in „Connect“ umbenannt und erscheint fortan als Deutsch-Norwegisches Wirtschaftsmagazin zunächst sechs, später vier Mal jährlich. Das Magazin mit einer Auflage von 2000 Stück wird an deutsche und norwegische Mitgliedsunternehmen sowie an Behörden und Institutionen in Deutschland, Norwegen und Europa versendet. 2018 installiert die Handelskammer einen Blog, der 2020 im Zusammenspiel mit weiteren digitalen Kanälen das Printmagazin ersetzt.
Seit 2010 ist die Deutsch-Norwegische Handelskammer auf Facebook und Twitter vertreten, später folgten eigene Profile auf LinkedIn, YouTube und Flickr. Seit 2011 hält die Kammer Mitglieder und Interessierte mit regelmäßigen Newslettern über das bilaterale Geschehen auf dem Laufenden.

## Weiteres
Bedeutende Besucher und Redner der Deutsch-Norwegischen Handelskammer sind unter anderem:
- Lothar Späth (Ministerpräsident von Baden-Württemberg, 1989)
- Prof. Dr. Klaus Töpfer (Bundesumweltminister, 1994)
- Roman Herzog (Bundespräsident, 1998)
- Wolfgang Clement (Bundeswirtschaftsminister, 2004)
- Horst Köhler (Bundespräsident der Bundesrepublik Deutschland, 2005)
- Jonas Gahr Støre (Norwegens Außenminister, 2006)
- Thorbjørn Jagland (Norwegens Parlamentspräsident, 2008)
- Kronprinz Haakon von Norwegen (2011)
- Olaf Scholz (erster Bürgermeister der Freien und Hansestadt Hamburg, 2011)
- Monica Mæland (Norwegens Wirtschaftsministerin, 2014)
- Tord Lien (Norwegens Öl- und Energieminister, 2015)
- Torsten Albig (Ministerpräsident in Schleswig-Holstein, 2015)
- Nikolai Astrup (Norwegens Digitalisierungsminister, 2019)
- Ine Marie Eriksen Søreide (Norwegens Außenministerin, 2019)
- Frank-Walter Steinmeier (Bundespräsident der Bundesrepublik Deutschland, 2021)
- Elke Büdenbender (Juristin und Ehefrau von Bundespräsident Frank-Walter Steinmeier, 2021)
- Robert Habeck (Bundesminister für Wirtschaft und Klimaschutz, 2022)
- Jan Christian Vestre (Norwegens Wirtschaftsminister, 2022)